# Спринг Райс, Чарльз, 5-й барон Монтигл Брендонский
Чарльз Спринг Райс, 5-й барон Монтигл Брендонский (англ. Charles Spring Rice, 5th Baron Monteagle of Brandon; 28 января 1887 — 9 декабря 1946) — британский политик англо-ирландского происхождения, член Палаты лордов от Консервативной партии Великобритании.

## Биография
Сын Фрэнсиса Спринга Райса, 4-го барона Монтигла Брендонского, и его первой супруги Элизабет Энн Фитцджеральд. Обучался в школе Хэрроу и Тринити-колледже Кембриджского университета. Участвовал в Первой мировой войне как капитан Корпуса армейской службы. После смерти отца в 1937 году принял титул барона и занял его место в Палате лордов как член Консервативной партии. Проживал в имении Маунт-Тренчард.
Лорд Монтигл был женат на американке Эмили Фрэнсис де Косенко. Свадьба состоялась 14 апреля 1925. В браке родились трое детей: Джеральд (наследник титула, 6-й барон Монтигл Брендонский), Джоан и Майкл.